# Sikkin Panjang
Das Sikkin Panjang (engl.long Sikin), auch Andar, Gloepak Sikin, Glupak Sikin, Jekinpandjang, Loedojoe Aceh, Loedjoe Aceh, Loedjoe Naroe, Loedjoe Naru, Ludju Naru, Narumo, Sekin Pandjang, Saekin Panjang, Sikim Pandjang, Sikin Pandjang, Sikin Panjang Meutatha, Thikin Panjang ist ein Schwert aus Indonesien.

## Beschreibung
Das Sikkin Panjang hat eine gerade, einschneidige Klinge. Die Klinge hat einen etwa 36 cm langen Hohlschliff, der am Heft beginnt. Die Klinge läuft vom Heft zum Ort gleich breit und ist dort abgerundet. Die Klinge ist gleich geformt wie die des Luju Alang. Das Heft besteht aus Holz oder Horn und hat eine Zwinge aus Metall. Diese Zwinge dient zur besseren Befestigung des Hefts. Der Knauf ist in der typischen Form der indonesischen Sikkin-Schwerter geschnitzt. Es kann in verschiedenen Formen hergestellt sein:
- a.) "Hulu Peusangan". Am Knauf verbreitert und gabelförmig gearbeitet. Die Enden sind nach der Innenseite verbreitert, so dass sie sich fast- oder ganz berühren.

- b.) "Hulu Rumpung" (der gebräuchlichste Typ). Am Knauf gabelförmig gearbeitet sie bilden ein flaches V.

- c.) "Hulu Tumpang Beunteueng". Der Knauf formt ein tiefes V. Das Heft wird aus Horn hergestellt. In einigen Fällen aus Elfenbein oder den Zähnen eines Pottwals. Es gibt Versionen, bei denen verschiedene Materialien gleichzeitig verwendet werden. Die Hefte werden oft mit figürlichen- oder linienförmigen Schnitzereien verziert. Auch Verzierungen aus Edelmetallen sind üblich.

Diese Metallverzierungen werden folgenderweise benamt:
- a.) "Reukueng Runglet" (engl.the breast shield of a Capricorn beetle, de. der Brustschild des Einhornkäfers]. Dieses Bauteil ist die Zwinge zwischen Heft und Klinge.

- b.) "Glupa", ein Ornament an dem Heftende zur Klinge hin (Zwinge). Es ist in der Form Triangular und mit Girlanden verziert. Die Triangelecken sind abgerundet.

- c.) "Puko", Etwa das gleiche wie "Glupa", mit dem Unterschied das die Triangelecken spitz sind. Sie werden oft mit Emaille verziert.

- d.) "Saruek Ulat" (engl. cocoon of a caterpillar, de. der Kokon einer Raupe). Eine Art metallene Schale (Zwinge), die Anstelle der "Glupa" oder "Puko" verwendet werden kann.

Die Scheiden sind ein- oder zweiteilig und bestehen aus Holz. Sie sind zur Befestigung mit Rattan- oder Metallbändern (indon. Suasa) umwickelt. Die Scheiden sind gerade, flach und im Querschnitt flachoval. Die Seiten der Scheiden können glatt oder mit Schnitzereien von floralen Motiven oder anderer Ornamente sein. Auch Inkrustierungen- oder komplette Überzüge mit Silberblech sind möglich. Die Klingenrückenseite ist verbreitert. 
Der Scheidenmund kann verschieden gearbeitet sein:
- a.) Er kann aus einem Stück mit der Scheide geschnitzt oder separat hergestellt (indon. Jambang) und angefügt werden. Ist es als separates Stück hergestellt kann es aus Holz, Horn oder Elfenbein bestehen. Wenn es in einem Stück aus der Scheide gearbeitet ist, verbreitert es sich in alle Richtungen. Die Rückseite hat einen kurzen Vorsprung (indon. Cannge). Die Seite die zur Schneide hin zeigt hat einen längeren- und spitzen Vorsprung, der leicht gebogen ist. Er kann mit geschnitzten Ornamenten- oder Blumen- oder Pflanzenmotiven geschnitzt sein.

- b.) Er kann außerordentlich groß und sehr schwer gearbeitet sein und ist in einem Winkel von 90° an der Scheide befestigt. Es hat einen Überhang nach beiden Seiten der Scheide. Zum Klingenrücken hin ist dieser Vorsprung länger und schmaler, zur Schneidenseite hin etwas kürzer und breiter.

Beide Typen der Mundstücke können anspruchsvoll verziert sein. Dies geschieht durch Schnitzereien oder die Verwendung von Naturharz. 
Das Sikkin wird von Ethnien in Indonesien benutzt. Es ist eine Version des Klewang. Viele Schwerter dieser Art wurden für den Aceh-Krieg gegen die Hölländer (1873 bis ca. 1900) hergestellt. Die Verwendung ist ausschließlich auf Sumatra beschränkt. Ein anderes für diese Region typisches Schwert ist das Nias-Balato.